# Daniel McMenamin
Daniel McMenamin (1er mars 1882-13 février 1964) est un homme politique irlandais.

## Biographie
Avocat de profession, McMenamin se présente pour la première fois aux élections générales de 1918 en tant que candidat du Parti parlementaire irlandais dans la circonscription de Donegal West, mais est battu par Joseph Sweeney du Sinn Féin. Il se présente comme candidat indépendant aux élections générales de 1923, mais n'est pas élu. Il est élu pour la première fois au Dáil Éireann en tant que député du parti de la Ligue nationale pour la circonscription de Donegal lors des élections générales de juin 1927. Il ne se présente pas aux élections générales de septembre 1927.
Il est élu député Cumann na nGaedheal aux élections générales de 1932 et 1933. Aux élections générales de 1937, il est réélu député Fine Gael pour la circonscription de Donegal East. Il est réélu à chaque élection générale jusqu'à sa retraite aux élections générales de 1961. Il est Leas-Cheann Comhairle (vice-président) pendant le 12e Dáil de 1944 à 1948.
McMenamin est décédé le 13 février 1964 à Sandymount, Dublin.
Sa fille Rosaleen Linehan est actrice de théâtre et de cinéma en Irlande.